# 이을드라이 바쉬튀르크
이을드라이 바쉬튀르크(튀르키예어: Yıldıray Baştürk, 1978년 12월 24일 ~ )는 독일 태생인 터키의 전직 축구 선수이다. 포지션은 공격형 미드필더이다.
광부의 아들로 태어난 바쉬튀르크는 여러 청소년 클럽을 거쳐 VfL 보훔에서 성인 클럽 데뷔전을 가졌고, 2001년 바이어 04 레버쿠젠으로 이적해 활약했다. UEFA 챔피언스리그 2001-02에서 준우승을 차지하기도 했고, 분데스리가에서 2위를 하기도 했다. 2004년 7월 헤르타 BSC 베를린로 이적한 그는 2007년 계약이 만료될 때까지 뛰었고, 2007년 5월 28일 보스만룰에 의해 VfB 슈투트가르트로 이적했다.